# Dirk Bogarde
Sir Dirk Bogarde, egentlig Derek Jules Gaspard Ulric Niven van den Bogaerde, (født 28. marts 1921 i Hampstead, London, England, død 8. maj 1999 i Chelsea, London, England) var en britisk filmskuespiller.
Efter kunststudier teaterdebuterede han i 1939, og filmdebuterede i 1947. På film spillede han til at begynde med unge på kant med loven, som i The Blue Lamp (Den blå lygte, 1950) og Hunted (Jaget, 1952), og blev derefter publikums idol med komedien Doctor in the House (Lille doktor, hvad nu?, 1954) med opfølgere. Bogarde var en af 1960'ernes centrale karakterskuespillere, med gennemtænkte og fint udførte roller, bl.a. i The Servant (Snylteren, 1963), King & Country (For konge og fædreland, 1964), Modesty Blaise (1966) og Accident (Ulykkesnatten, 1967), alle i instruktion af Joseph Losey. Han fik stor opmærksomhed for rollen som Gustav von Aschenbach i Luchino Viscontis Thomas Mann-filmatisering Morte a Venezia (Døden i Venedig, 1971), og spillede bærende roller i Liliana Cavanis Il Portiere di notte (Natportieren, 1974), Alain Resnais' Providence (1977) og – efter en periode med få roller – Bertrand Taverniers Daddy Nostalgie (1990) mod Jane Birkin.